# Dolní Studénky
Dolní Studénky (deutsch Schönbrunn) ist eine Gemeinde in Tschechien. Sie liegt vier Kilometer südlich von Šumperk und gehört dem Okres Šumperk an.

## Geographie
Dolní Studénky erstreckt sich linksseitig der Desná im Schönberger Kessel. Östlich erheben sich der Malínský vrch (491 m) und Dražník (506 m), die zu den Ausläufern des Rabenseifener Berglandes (Hraběšická vrchovina) gehören. Im Nordosten liegen die Teiche Velký rybník und Rybník u lípy.
Nachbarorte sind Šumperk und Karlův Dvůr im Norden, Králec, Třemešek, Plechy und Nový Malín im Nordosten, Loučky im Osten, Hrabišín, Horní Olešná und Dolní Olešná im Südosten, Dlouhomilov im Süden, Sudkov im Südwesten sowie Bludov im Westen.

## Geschichte
Die erste schriftliche Erwähnung von Studenky erfolgte im Jahre 1353, als Paul der Jüngere von Sovinec das halbe Dorf von der Ehefrau des Wok von Sovinec erhielt und zugleich Jan von Krawarn eine Hufe Land in der Landtafel einschreiben ließ. Nachfolgend wechselten die Besitzers der Anteile von Studenky mehrfach. 1437 verkaufte Albert von Víckov und Kolšov den größten Teil des Dorfes an Jan Tunkl. In dieser Zeit erwarben die Tunkl auf Brníčko und Zábřeh auch die anderen Anteile und 1466 gehörte ganz Studenky zu den Gütern von Jan Tunkl dem Älteren.
Im 16. Jahrhundert wurde eine evangelische Bethalle in Holzbauweise errichtet. Gleichzeitig bestand in dem Dorf auch eine katholische Pfarre, die seit dem Dreißigjährigen Krieg unbesetzt war und seit 1653 gänzlich erlosch. 1701 wurde die Bethalle durch einen steinernen Bau ersetzt. Im Jahre 1718 wurde erstmals der deutsche Name Schönbrunn verwendet. Bis zur Erneuerung der Pfarre im Jahre 1786 war das Dorf nach Bludov gepfarrt. Studanky blieb bis zur Mitte des 19. Jahrhunderts dem Gut Johrnsdorf untertänig. 1793 bestand das Dorf aus 74 Häusern und hatte 445 Einwohner. Zur Unterscheidung vom gleichnamigen Ort bei Štíty wurde zwischen Horní und Dolní Studánky unterschieden. 1839 bewohnten 548 Menschen die 88 Häuser des Ortes.
Ab 1849 bildete Dolní Studánky / Schönbrunn mit den Ortsteilen Johrnsdorf und Königsgrund eine Politische Gemeinde im Bezirk Mährisch Schönberg. 1854 lebten in der Gemeinde 786 Menschen. Im darauffolgenden Jahr starben 43 Einwohner bei einer Choleraepidemie. 1881 änderte sich der tschechische Gemeindename in Dolní Studénky und ab 1915 in Dolní Studýnky. Anstelle des Alten Steges über die Tess errichtete die Gemeinde 1899 zusammen mit der Stadt Mährisch Schönberg eine Straßenverbindung mit Brücke über den Fluss. Im Jahre 1900 bestand Dolní Studénky aus 150 Häusern und hatte 1385 Einwohner, davon waren 1003 Tschechen und 380 Deutsche. Seit 1924 wird wieder die Form Dolní Studénky verwendet. 1930 hatte die Gemeinde 1635 Einwohner. Nach dem Münchner Abkommen wurde der Ort 1938 dem Deutschen Reich zugeschlagen und gehörte bis 1945 zum Landkreis Mährisch Schönberg. 1939 lebten in Schönbrunn 1566 Menschen. 1980 wurde Dolní Studénky nach Šumperk eingemeindet und erhielt 1990 seine Selbständigkeit zurück.

## Gemeindegliederung
Die Gemeinde Dolní Studénky besteht aus den Ortsteilen Dolní Studénky (Schönbrunn) und Králec (Königsgrund) sowie der Ortslage Třemešek (Johrnsdorf).

## Sehenswürdigkeiten
- katholische Kirche St. Leonhard, der Bau entstand 1840–1843 durch die Erweiterung der früheren Bethalle. 1845 erhielt die Kirche eine Orgel. 1866 erfolgte die Fertigstellung des Turmes und der Anbau des Gottesgrabes an der rückwärtigen Tür.
- Schloss Třemešek, der aus dem Jahre 1587 stammende Renaissancebau, wurde zwischen 1857 und 1863 im romantischen Stil umgestaltet. In den 1950er Jahren erfolgte ein erneuter Umbau, bei dem das Schloss seine ursprüngliche Schönheit verlor.